# Die Einsamkeit der Primzahlen (Film)
Die Einsamkeit der Primzahlen (Originaltitel: La solitudine dei numeri primi) ist ein italienisches Filmdrama aus dem Jahr 2010, das auf dem 2008 erschienenen gleichnamigen Roman von Paolo Giordano basiert. Regie führte Saverio Costanzo.

## Handlung
Der Film spielt in den Jahren 1984 (Kindheit), 1991 (Teenager), 2001 (junge Erwachsene) und 2008 (Wiedersehen), die durch Rückblenden miteinander verwoben sind. Alice und Mattia sind geprägt durch die Verletzungen in ihrer Kindheit. Alice erlitt als Kind durch einen Skiunfall eine Hüftverletzung, die äußerlich zum Hinken und zur Anorexie sowie zum Verlust des Vertrauens zu ihrem Vater führt. Mattia hat als Kind seine Zwillingsschwester Michela allein gelassen und sie dadurch verloren. Dieses einzige Mal, dass er nicht auf seine Mutter hörte, führt zu fortdauernden Schuldgefühlen.
Als Jugendliche lernen die beiden sich an der Schule kennen und fühlen sich innerlich nahe, ohne sich körperlich nahe kommen zu können (ähnlich Primzahlen, die nur durch sich selbst oder eins teilbar sind). Als Mattia zum Arbeiten nach Deutschland geht, führt dies zu einer größeren räumlichen Trennung, ohne dass ihre innerliche Nähe sich verändert. Nach Alices schriftlichem Hilferuf und der Rückkehr von Mattia nach Italien, lässt der Film am Schluss offen, wie es mit der Beziehung der beiden weiter geht.

## Hintergrund
Die Dreharbeiten begannen im November 2009 und fanden in Turin, im Piemont und in Thüringen statt. Der Film kam 2010 in die italienischen Kinos, Filmstart in Deutschland war im August 2011.

## Auszeichnungen
Der Film gewann sechs Filmpreise und erhielt 13 weitere Nominierungen.
- 2010: Premio Pasinetti für Alba Rohrwacher
- 2011: Nastro d’Argento (beste Hauptdarstellerin) für Alba Rohrwacher
- 2011: Globo d’oro (beste Kamera) für Fabio Cianchetti

## Kritik
„Mit überzeugenden Darstellern umgesetzte Romanverfilmung, deren inszenatorische Ideen zwar Eindruck machen, die aber in der Summe das Drama zweier Einsamer allzu laut und reizüberflutend umsetzt. Die ruhig-distanzierte Erzählweise des Romans weicht einer allzu vehement im Seelenschmerz schwelgenden filmischen Umsetzung, bei der subtilere Töne auf der Strecke bleiben.“